# Highland Lakes
Highland Lakes è un census-designated place (CDP) degli Stati Uniti d'America, situato nello stato del New Jersey, nella contea di Sussex.